# باتريشيا غراسو
باتريشيا غراسو (بالإنجليزية: Patricia Grasso)‏ (1950، ماساتشوستس في الولايات المتحدة)؛ روائية أمريكية.